# Fuerza de Defensa de Papúa Nueva Guinea
La Fuerza de Defensa de Papúa Nueva Guinea (FDPNG) es la organización militar responsable de la defensa de Papúa Nueva Guinea. Se originó a partir de las fuerzas terrestres del Ejército Australiano del territorio de Papúa Nueva Guinea antes de la independencia, naciendo en enero de 1973 y teniendo sus antecedentes en el Regimiento de las Islas del Pacífico. La FDPNG es una fuerza pequeña, de unos 3.600 efectivos, y consta de un elemento terrestre, un elemento aéreo y un elemento marítimo. Se trata de una fuerza conjunta encargada de defender Papúa Nueva Guinea y sus territorios contra ataques externos, además de desempeñar funciones secundarias como la construcción nacional y tareas de seguridad interna.
La defensa representa menos del 2% del PIB, al tiempo que recibe una importante ayuda y apoyo en formación de Australia, Nueva Zelanda, Estados Unidos y otras naciones.
El elemento terrestre de las FDPNG incluye dos batallones de infantería, un batallón de ingenieros, un escuadrón de señales, una unidad de desactivación de explosivos y un pelotón de medicina preventiva. El elemento aéreo es una pequeña ala aérea que opera con tres aviones de transporte ligero y dos helicópteros alquilados. El elemento marítimo consta de cuatro patrulleras de la clase Guardian y dos lanchas de desembarco. El ejército está bajo el mando directo del Cuartel General de las FDPNG, mientras que el ala aérea y la marina tienen sus propios oficiales al mando. Las FDPNG no tienen un Comandante en Jefe, sino un Comandante que asesora al Ministro de Defensa.Las FDPNG están bajo el control del Consejo Ejecutivo Nacional a través del Ministro de Defensa.

## Historia
Las FDPNG se originaron en las fuerzas terrestres del Ejército Australiano del Territorio de Papúa Nueva Guinea antes de la independencia, nacieron en enero de 1973 y tienen sus antecedentes en el Regimiento de las Islas del Pacífico. En el momento de la independencia, contaba con 3.750 efectivos de todos los rangos, mientras que otros 465 efectivos australianos aumentaban la fuerza para ayudar en el adiestramiento y el apoyo técnico. A mediados de la década de 1990, la economía de Papúa Nueva Guinea estaba en crisis y el Banco Mundial y el Fondo Monetario Internacional (FMI) le proporcionaron ayuda financiera con la condición de que se llevara a cabo una reforma económica, cuya primera fase, en 1996, incluiría la defensa. Los sucesivos intentos de reducir el tamaño de las FDPNG en respuesta a los problemas económicos del país provocaron una feroz resistencia. En 2000, el Banco Mundial y el FMI concedieron préstamos con condiciones de reforma económica y un informe del Grupo de Personas Eminentes de la Commonwealth (CEPG) recomendó al gobierno que los efectivos de las FDPNG se redujeran a más de la mitad. En marzo de 2001, los soldados se amotinaron tras conocer que el gobierno había aprobado el informe del CEPG. Al cabo de 10 días, el gobierno capituló ante las demandas de los amotinados y accedió a no reducir los efectivos del ejército. Sin embargo, en 2002 se anunció que las FDPNG se reducirían de 4.000 a unos 2.100 efectivos. A principios de 2004, el gobierno reafirmó su compromiso de aplicar recortes en las fuerzas armadas, y se esperaba una reestructuración definitiva. El Jefe de Estado Mayor, Capitán Aloysius Tom Ur, comunicó a las tropas en enero de 2004 que los 3.000 efectivos de 2004 se reducirían en un tercio, y que durante 2004 la rama de personal de las fuerzas se fusionaría con la rama de apoyo en una nueva organización. Finalmente, el objetivo de reducción de efectivos se alcanzó en 2009.

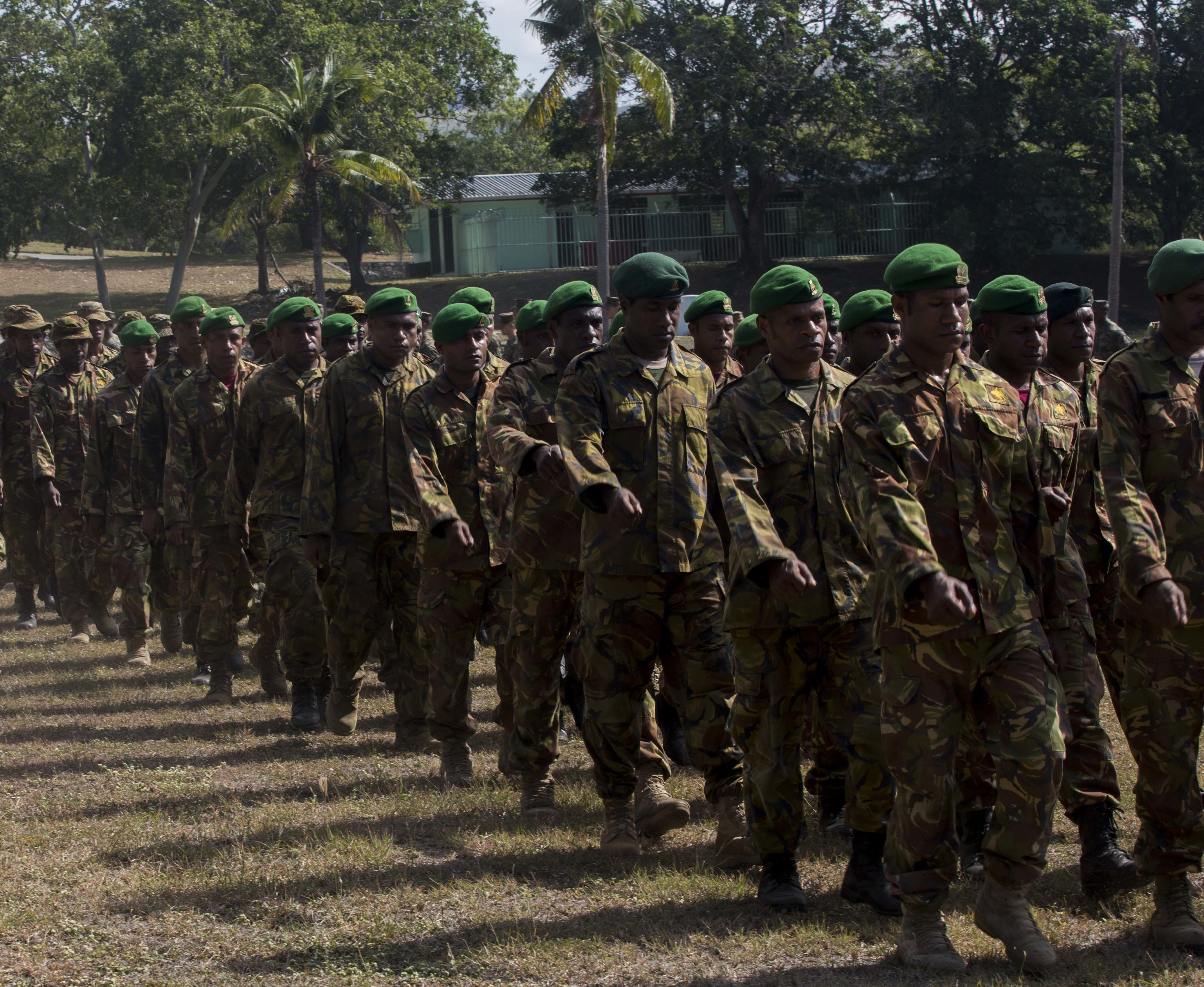
Soldados de las FDPNG en el cuartel de Taurama

La capacidad de las FDPNG se considera modesta, y el ejército se enfrenta a problemas importantes, como una crisis presupuestaria crónica, falta de experiencia en operaciones convencionales, capacidad limitada para desplegarse de forma independiente en el extranjero, así como tensiones internas. Las fuerzas aéreas y la marina también sufren importantes carencias de equipamiento y financiación -hasta el punto de que a veces casi se quedan en tierra- y son demasiado pequeñas y están mal equipadas para participar en operaciones en el extranjero. De hecho, toda la FDPNG necesita urgentemente nuevos equipos. Australia, Nueva Zelanda, Francia y otros países colaboran en la formación y profesionalización de las FDPNG, mientras que otros, como Alemania y China, aportan ayuda presupuestaria. La ayuda australiana a las FDPNG asciende actualmente a 9,2 millones de dólares australianos, a los que hay que añadir otros 40 millones comprometidos en el programa de reforma. Inicialmente se comprometieron 20 millones de AUD, principalmente para pagar al personal despedido. Un segundo tramo de 20 millones de AUD se destina a la remodelación de barracones a lo largo de cinco años (5 millones de AUD). En enero de 2006, 29 miembros del personal de defensa australiano participaban en actividades de formación y asesoramiento en ámbitos como la política, la gestión, el transporte marítimo, la infantería, la ingeniería, el personal, la logística y las finanzas. En agosto de 2006, otros dos miembros del personal australiano fueron destinados como asesores en cuestiones logísticas y de personal, mientras que un burócrata australiano del Ministerio de Defensa está destinado en el departamento de defensa de Papúa Nueva Guinea. "Australia está especialmente interesada en apoyar a Port Moresby en los ámbitos de la lucha antiterrorista, las patrullas marítimas y las estructuras y procedimientos de la organización de la defensa".
A lo largo de su historia, las FDPNG han enviado 400 soldados para ayudar al gobierno de Vanuatu a sofocar una revuelta secesionista en 1980 y fueron llamadas en ayuda del poder civil de Port Moresby en 1983. También ha llevado a cabo operaciones contra el OPM (Organisasi Papua Merdeka o Movimiento Papúa Libre), con base en Irian Barat, y que había participado en la lucha contra las fuerzas armadas indonesias. De 1989 a 1997, las FDPNG participaron en la lucha contra el secesionista Ejército Revolucionario de Bougainville (BRA) en Bougainville y Buka. Durante estas operaciones, las FDPNG fueron criticadas por su trato a los civiles, las violaciones de los derechos humanos y el uso de mercenarios. Más recientemente, tras la aprobación de una enmienda constitucional que permitía el estacionamiento de las FDPNG en suelo extranjero, 80 efectivos se unieron a la Misión Regional de Asistencia a las Islas Salomón (RAMSI) dirigida por Australia en julio de 2003. A partir de 2008, los efectivos de las FDPNG permanecen en las Islas Salomón como parte del contingente reducido y rotatorio del Pacífico.

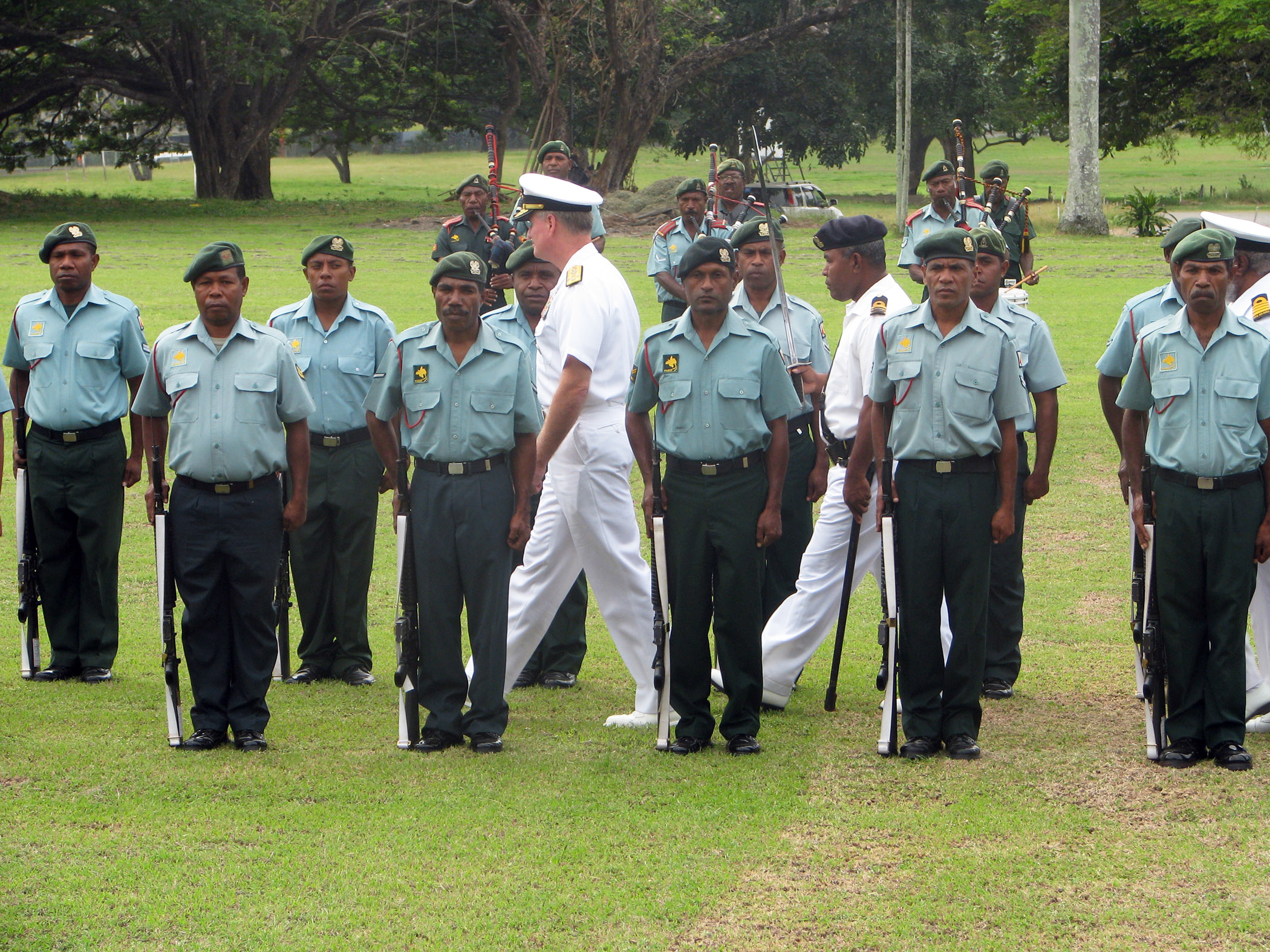
El almirante Patrick Walsh, comandante de la Flota del Pacífico de EE. UU., pasa revista a una guardia de honor de las Fuerzas de Defensa de Papúa Nueva Guinea.

En la actualidad, las FDPNG son una pequeña fuerza de unos 2.100 efectivos, compuesta por un elemento terrestre, un elemento aéreo y un elemento marítimo. Se trata de una fuerza conjunta encargada de defender Papúa Nueva Guinea y sus territorios contraataques externos, además de desempeñar funciones secundarias como la construcción nacional y tareas de seguridad interna. La defensa representa hasta el 4% del gasto público, al tiempo que recibe una importante ayuda y formación de Australia, Nueva Zelanda, Estados Unidos y otras naciones. El ejército está bajo el mando directo del Cuartel General de las FDPNG, mientras que la fuerza aérea y la marina tienen sus propios oficiales al mando. Las FDPNG están bajo la supervisión política del Ministro de Defensa.
El 26 de enero de 2012, militares al mando del oficial retirado coronel Yaura Sasa pretendieron detener al comandante de las Fuerzas de Defensa de Papúa Nueva Guinea, general de brigada Francis Agwi. Se informó de que el ex primer ministro Sir Michael Somare había ordenado la operación en relación con sus intentos de recuperar el liderazgo del país, y se había ofrecido a nombrar a Sasa comandante de las FDPNG.
En 2013, se publicó el Libro Blanco de la Defensa 2013, en el que se pedía que el tamaño de las Fuerzas Armadas de Papúa Nueva Guinea aumentara de 2.600 a 5.000 efectivos para 2017, volviendo al nivel anterior al Programa de Reforma de 2002.El gasto en defensa según el Libro Blanco debía aumentar del 1,45% del PIB al 3% del PIB en 2017. El Libro Blanco preveía la modernización de las Fuerzas Armadas de Papúa Nueva Guinea, con el reequipamiento de la Fuerza Terrestre con nuevas armas, equipos y vehículos, la adquisición de nuevos buques por parte del Elemento Marítimo y la restauración de su flota de ala fija y la adquisición de nuevas aeronaves por parte del Elemento Aéreo. En 2017, el Post-Courier informó de que los objetivos del Libro Blanco de modernizar y reequipar las FDPNG no se habían alcanzado, ya que el gasto en defensa se había mantenido igual debido a los problemas económicos.

## Elemento Terrestre

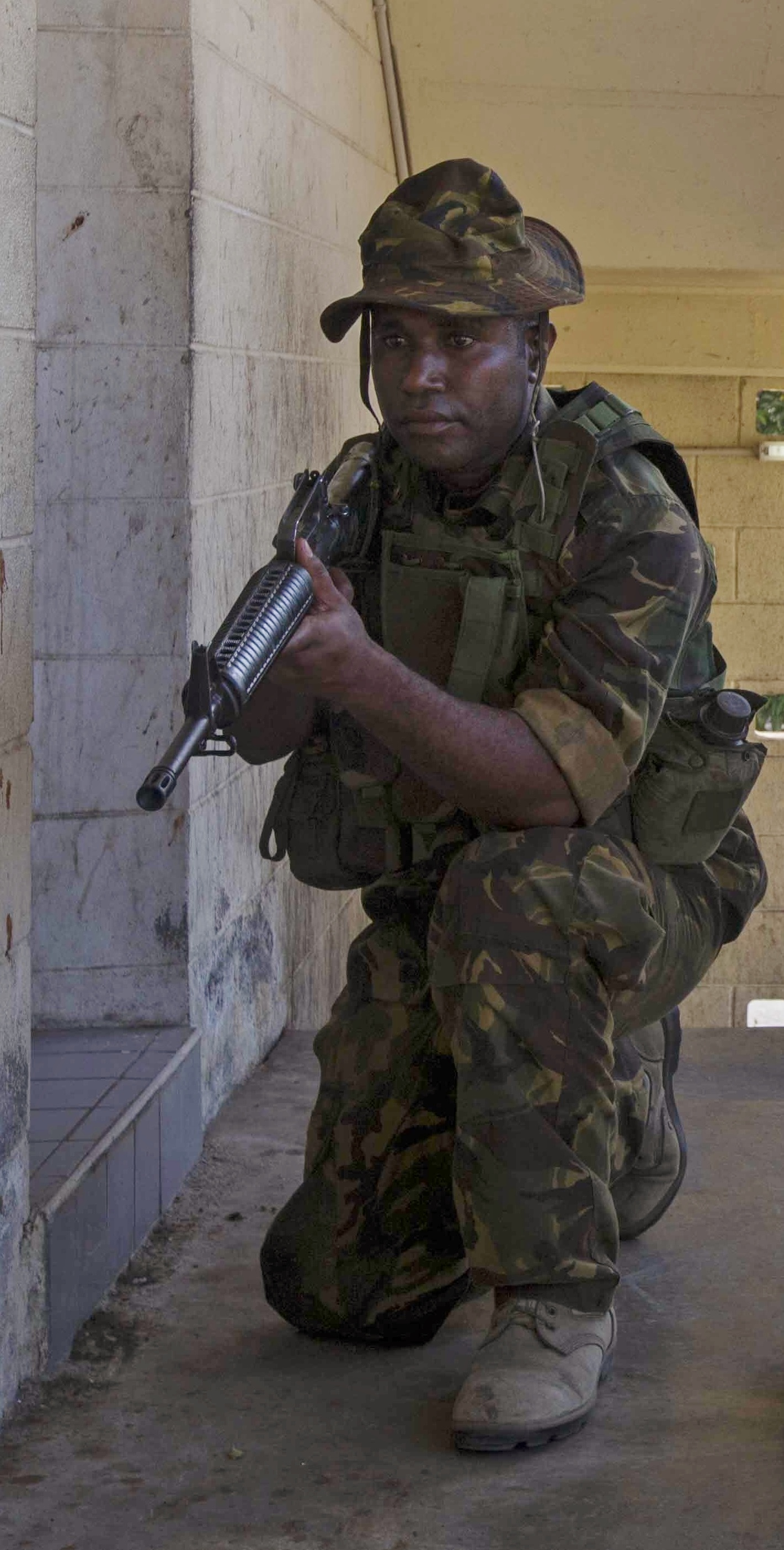
Un soldado de las FDPNG con uniforme Kumul y un fusil M16

El Elemento Terrestre es la fuerza terrestre del ejército de las FDPNG, siendo principalmente una fuerza de infantería ligera capaz de llevar a cabo únicamente operaciones de baja intensidad; es el más veterano de los tres servicios. El ejército tiene sus orígenes en el Regimiento de las Islas del Pacífico, que se formó en 1951 como componente del ejército australiano. Desde su independencia, el ejército se ha convertido en una organización autóctona con sus propias tradiciones y cultura. No obstante, el cuerpo ha adoptado ideas extranjeras sobre las funciones y necesidades de una fuerza armada, lo que ha dado lugar a propuestas de blindaje, artillería y helicópteros de ataque. Sin embargo, el ejército se enfrenta a graves problemas presupuestarios, por lo que prácticamente no ha dispuesto de dinero para operaciones, formación y mantenimiento, ni para mejoras de bienes de equipo. En este contexto, las propuestas para convertir al ejército en una fuerza terrestre convencional móvil y bien equipada son poco probables a corto o medio plazo. El papel del ejército es proteger contra la agresión externa, proporcionar seguridad interna en apoyo de la policía y llevar a cabo acciones cívicas y operaciones de socorro cuando sea necesario. El batallón de ingenieros se utiliza para la acción cívica con capacidades de construcción y reticulación, mientras que los dos batallones de infantería también construyen carreteras, puentes y otras infraestructuras en regiones donde las empresas comerciales no están dispuestas a trabajar por razones de seguridad.
El ejército carece de experiencia significativa en operaciones convencionales y, según Janes, tiene una capacidad limitada para desplegarse en el extranjero de forma independiente; "no es eficaz en operaciones de seguridad interna y a menudo ha mostrado escasa consideración por la autoridad política". Esto quedó ilustrado en agosto de 2006, cuando el gobierno de Papúa Nueva Guinea declaró el estado de emergencia en la provincia de Southern Highlands, donde se proyectaba construir un gasoducto. Se desplegaron tropas para restablecer la ley, el orden y el buen gobierno en la provincia. En estas últimas circunstancias ha resultado ser más una amenaza para el Estado que una ventaja. Por razones de diversidad cultural y rivalidad, dificultades del terreno y el transporte y la reducción y retención del ejército más pequeño, un golpe exitoso del ejército sería extremadamente improbable".
Durante la década de 1990, el principal papel del ejército fue la seguridad interna y las operaciones de contrainsurgencia en Bougainville, donde un movimiento secesionista intentaba conseguir la independencia. Esta operación -que duró con distintos niveles de intensidad hasta 1997- puso de manifiesto la ineficacia, la falta de formación y la indisciplina del ejército. Se acusó al ejército de importantes violaciones de los derechos humanos y hubo indicios de que actuaba con independencia del gobierno. De hecho, en junio de 1991 el coronel L. Nuia fue destituido por asesinar a civiles y utilizar helicópteros donados por Australia para arrojar sus cadáveres al mar, mientras que en septiembre de 1993 el gobierno de Papúa Nueva Guinea se ofreció a indemnizar a los civiles de las Islas Salomón asesinados por las fuerzas de la FDPNG que habían perseguido a miembros del BRA a través de la frontera. Los combates en Bougainville también pusieron de manifiesto deficiencias en el mando, la formación, la disciplina y la estructura de las fuerzas. Posteriormente, el ejército también se vio implicado en el controvertido asunto Sandline de 1997, cuando el comandante de las FDPNG -Jerry Singirok- impidió el uso de mercenarios para destruir la revuelta en Bougainville. La reestructuración actual se ha centrado en la eliminación de hombres de una calidad que ahora se considera inadecuada para la campaña de Bougainville y, desde el final de las operaciones allí, el ejército ha intentado, con ayuda australiana, reformar todos los aspectos de su adiestramiento y administración.
A principios del siglo XXI, el terrorismo se ha convertido en una preocupación creciente para los responsables políticos de Papúa Nueva Guinea y uno de los principales objetivos del ejército para 2008 es prepararse para disuadir cualquier ataque contra su soberanía, pero más concretamente a los atentados terroristas. Igualmente, aunque el ejército no tiene un historial de contribuciones de apoyo a la paz, su participación en RAMSI ha resultado ser un catalizador para determinar cómo podría entrenarse y ser utilizado en operaciones de la ONU. A pesar de estos esfuerzos, el ejército todavía no está en condiciones de proporcionar fuerzas con el "nivel de adiestramiento y disciplina" adecuado sin correr riesgos significativos, según Janes. Sin embargo, "el mando del ejército considera este despliegue como su contribución al 'bienestar económico de Papúa Nueva Guinea' y una forma de mantener cualquier apariencia de fuerza armada competente".
Desde 2015, las mujeres pueden desempeñar funciones no combativas en el Elemento Terrestre de las FDPNG.

### Organización actual

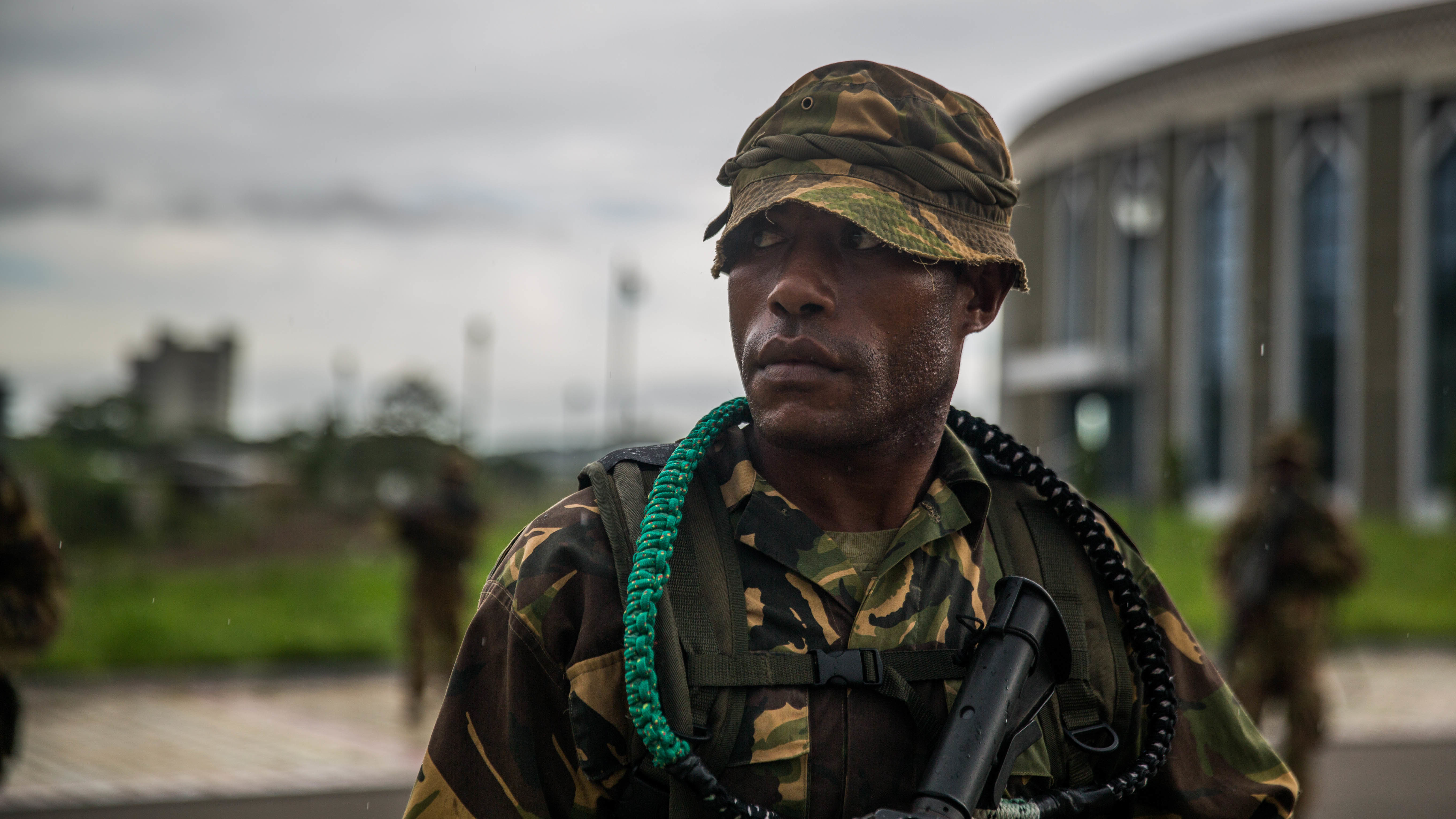
Un soldado de las FDPNG en 2017

El Elemento Terrestre está bajo el mando directo del Comandante de las FDPNG, el General de Brigada Gilbert Toropo, y su tamaño se ha reducido considerablemente debido a la reestructuración (de 3.500 a 1.800 a finales de 2007) y en la actualidad consta de lo siguiente:
- Cuartel General de Mando (Port Moresby);

- Dos batallones de infantería ligera del Real Regimiento de las Islas del Pacífico (1 RPIR en Port Moresby y 2 RPIR en Wewak);

- Unidad de Reconocimiento de Largo Alcance;

- Un batallón de ingenieros (Lae);

- Escuadrón de Señales (Port Moresby);

- Unidad EOD;

- Pelotón de Salud Preventiva; y

- Academia de Defensa (Lae)[19]

En 2015 se estableció una guardia ceremonial.
Las bases principales del ejército son Port Moresby, Wewak y Lae, mientras que los puestos avanzados de las compañías se encuentran en Kiunga y Vanimo. Hay centros de comunicaciones en todos estos lugares y también en la isla de Manus. Papúa Nueva Guinea cuenta con grandes extensiones de selva deshabitada aptas para el entrenamiento. Existe un depósito de entrenamiento en Goldie River, cerca de Port Moresby, y en Lae.
Históricamente, el ejército ha estado mal entrenado; sin embargo, recientemente Australia ha hecho de esta cuestión el centro del programa Enhanced Defence Partnership, suministrando entrenamiento, asesores y equipamiento. Nueva Zelanda también contribuye con formación en el marco de su Programa de Asistencia Mutua. Asimismo, el personal del ejército se ha entrenado en el pasado con los franceses en Nueva Caledonia, mientras que las fuerzas especiales estadounidenses han realizado ocasionalmente ejercicios conjuntos en Papúa Nueva Guinea. En la actualidad, sin embargo, más del 90% del presupuesto se destina a salarios y recortes, por lo que queda poco para financiar ejercicios de entrenamiento. Aunque en la actualidad la mayoría de los soldados no están formalmente cualificados para su rango, existen decididos movimientos para profesionalizar el ejército una vez finalizada la reestructuración. De hecho, el ejército cuenta con una academia de formación de oficiales y una pequeña capacidad de formación profesional, que se está reforzando con personal australiano. Un pequeño número de candidatos a oficiales también se forman en el Royal Military College - Duntroon, en Canberra. Los procedimientos australianos se siguen como norma, y su influencia aumenta a medida que se realizan más ejercicios de entrenamiento conjuntos.

#### Unidad de Reconocimiento a Larga Distancia
La Unidad de Reconocimiento de Largo Alcance (LRRU) es una pequeña unidad de infantería responsable de proporcionar pequeños equipos de reconocimiento para patrullas en selvas tropicales, humedales y en las tierras altas y capacidades de lucha contra el terrorismo.En 1996 se formó la Unidad de Fuerzas Especiales (SFU), que posteriormente pasó a denominarse LRRU. La LRRU se ha entrenado con el Regimiento de Servicio Aéreo Especial de Australia (SASR) y el Servicio Aéreo Especial de Nueva Zelanda (NZSAS) en Papúa Nueva Guinea en su función de reconocimiento durante muchos años. En 2014, la LRRU comenzó a desarrollar una capacidad antiterrorista para la Cumbre de la APEC celebrada en 2018, para lo que recibió nuevos equipos. A continuación, la LRRU proporcionó una capacidad de respuesta para los Juegos del Pacífico en julio de 2015, con formación proporcionada por unidades del Mando de Operaciones Especiales del Ejército australiano y el NZSAS.
El Ala Guerrera establecida en la década de 1990 por las Fuerzas Especiales de Estados Unidos está formada por soldados experimentados de la LRRU que proporcionan entrenamiento de reconocimiento y coordinan ejercicios con unidades extranjeras.

### Equipamiento
El ejército está escasamente equipado: no posee artillería, armas pesadas, armas antiblindaje ni antiaéreas. Su escasez de material es crónica, ya que sólo dispone de unos pocos morteros, armas ligeras y un equipo de comunicaciones limitado. Dado que la movilidad se ve gravemente afectada por la geografía montañosa de Papúa Nueva Guinea, la espesa selva tropical y el escaso desarrollo de las infraestructuras de transporte del país, las Fuerzas de Defensa de Nueva Guinea no utilizan la artillería.
No obstante, aunque el equipamiento del ejército sigue siendo en gran medida anticuado e inadecuado, a finales de 2003 se adquirieron algunos equipos nuevos que entraron en servicio en 2004. Las Fuerzas de Defensa de Papúa Nueva Guinea han instalado una nueva red digital de comunicaciones por satélite que les permite comunicarse con su personal en las Islas Salomón, estacionado allí como parte del compromiso de Papúa Nueva Guinea con la fuerza internacional de intervención. El ejército también puede ahora comunicarse de forma segura con su personal situado en siete estaciones terrestres fijas: los cuarteles de Murray, Taurama, Goldie, Lombrum, Igam, Vanimo y Moem. El sistema también incluye unidades móviles instaladas en pequeños camiones que se comunican desde lugares remotos a través de las estaciones terrestres fijas. Asimismo, en junio de 2007, el ejército recibió 32 nuevas radios de comunicación HF Barrett, con un coste de 800.000 PGK, para contribuir a la seguridad de las elecciones de 2007.
La seguridad de las armas de las FDPNG también es un problema, y se afirma que varios morteros, pistolas y armas pequeñas se han utilizado en conflictos tribales y robos. En respuesta, Australia ha proporcionado arsenales más seguros, pero la seguridad de las armas sigue siendo difícil de alcanzar. En 2005 se llevaron a cabo nuevos intentos de mejorar la seguridad de las armas, con controles quincenales de las armas y responsabilizando a los comandantes de unidad de la devolución de las armas, con la amenaza de medidas graves en caso de incumplimiento. Además, ahora se prohíbe a los soldados llevar armas en público sin un permiso específico.
El gobierno chino donó 40 vehículos militares en diciembre de 2015. En 2017-2018, China donó vehículos blindados, vehículos de transporte de tropas, autobuses, furgonetas de cocina móviles y ambulancias. Se donaron 10 vehículos blindados, incluidos cuatro vehículos de combate de infantería sobre ruedas Norinco WZ-551.
En mayo de 2020, Australia donó 28 drones DJI Phantom para patrullar su frontera con Indonesia.

#### Armamento ligero

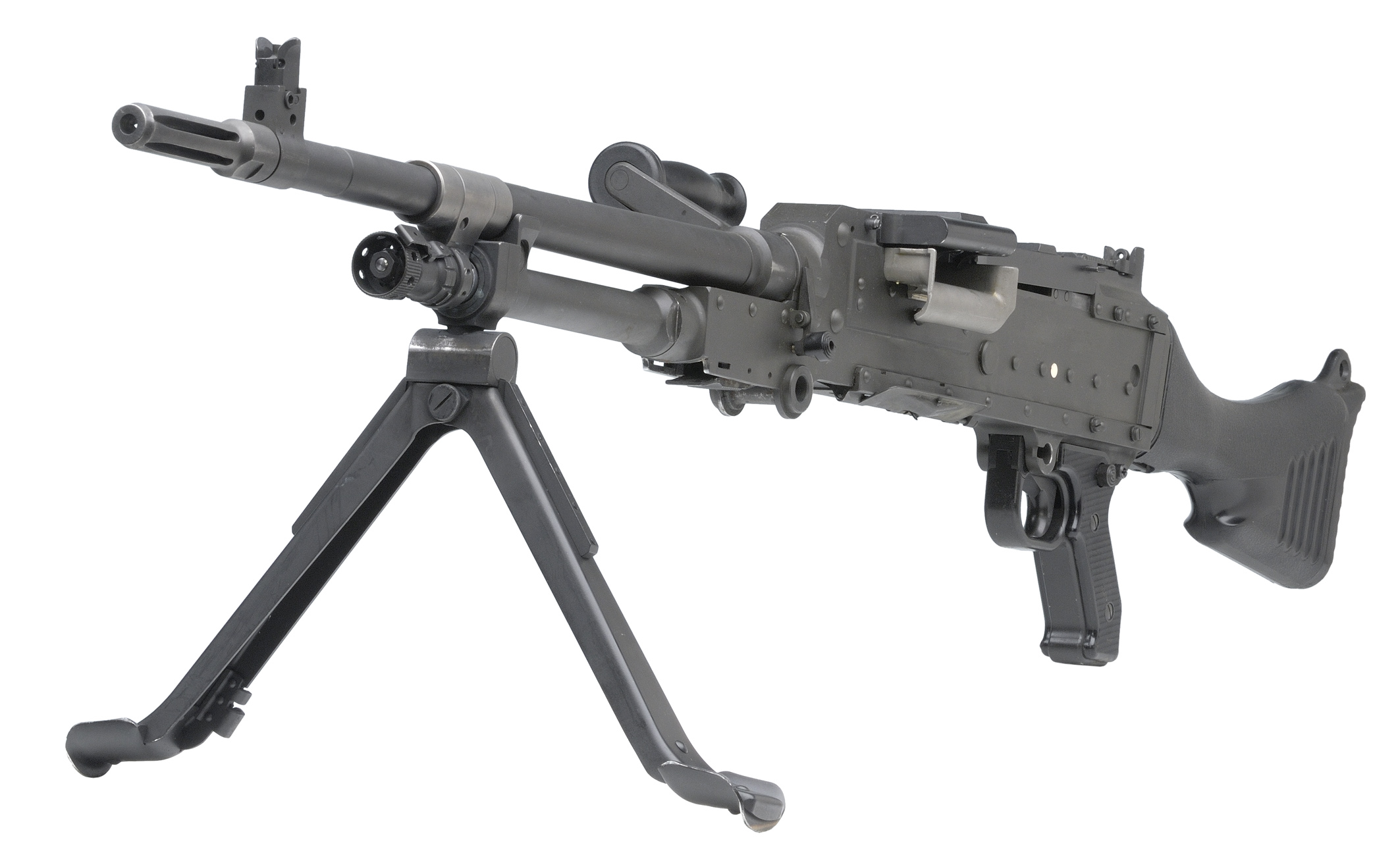
Ametralladora pesada FN MAG

| Nombre            | Origen          | Tipo                          | Variante            | Notas                                    |          |          |
| Pistolas          | Pistolas        | Pistolas                      | Pistolas            | Pistolas                                 | Pistolas | Pistolas |
| ----------------- | --------------- | ----------------------------- | ------------------- | ---------------------------------------- | -------- | -------- |
| FN Browning GP-35 | Bélgica         | Pistola semiautomática        |                     | obtenidos en Australia.                  |          |          |
| Colt M1911        | Estados Unidos  | Pistola semiautomática        |                     |                                          |          |          |
| Subfusiles        |                 |                               |                     |                                          |          |          |
| F1                | Australia       | Subfusil                      |                     |                                          |          |          |
| FN P90            | Bélgica         | Subfusil                      | 5,7 × 28 mm         |                                          |          |          |
| Sterling          | Reino Unido     | Subfusil                      |                     |                                          |          |          |
| Fusiles           |                 |                               |                     |                                          |          |          |
| FAMAS             | Francia         | Rifle de asalto               |                     |                                          |          |          |
| M-16A2            | Estados Unidos  | Rifle de asalto               |                     | Fusil de servicio estándar de las FDPNG. |          |          |
| L85A1             | Estados Unidos  | Rifle de asalto               |                     |                                          |          |          |
| SAR 80            | Singapur        | Rifle de asalto               |                     |                                          |          |          |
| SR 88             | Singapur        | Rifle de asalto               |                     |                                          |          |          |
| Steyr AUG         | Austria         | Rifle de asalto               |                     |                                          |          |          |
| IMI Galil         | Israel          | Rifle de asalto               | Francotirador Galil |                                          |          |          |
| H&K 33E/79        | Alemania        | Rifle de asalto               |                     |                                          |          |          |
| H&K G3            | Alemania        | Fusil de combate              |                     |                                          |          |          |
| L1A2 SLR          | Australia       | Fusil de combate              |                     |                                          |          |          |
| Lee–Enfield       | Reino Unido     | Rifle de cerrojo              |                     |                                          |          |          |
| XM-15             | Estados Unidos  | Fusil semiautomático          |                     |                                          |          |          |
| Ametralladoras    |                 |                               |                     |                                          |          |          |
| L2A1              | Australia       | Ametralladora ligera          |                     | Variante de cañón pesado de la L1A1 SLR. |          |          |
| Bren L4A4         | Reino Unido     | Ametralladora ligera          |                     | Procedente de Australia.                 |          |          |
| Ultimax 100       | Singapur        | Ametralladora ligera          |                     | Ultimax 100 Mk.2.                        |          |          |
| FN MAG            | Bélgica         | GPMG                          |                     | Variante MAG-58.                         |          |          |
| M60               | Estados Unidos  | GPMG                          |                     | Procedente de Australia.                 |          |          |
| Browning M2 HB    | Estados Unidos  | Ametralladora pesada          |                     |                                          |          |          |
| Armas explosivas  |                 |                               |                     |                                          |          |          |
| RPG-7             | Unión Soviética | Granada propulsada por cohete |                     |                                          |          |          |
| M203              | Estados Unidos  | Lanzagranadas                 |                     |                                          |          |          |

#### Vehículos
| Nombre | Origen | Tipo                              | Cantidad | Notas            |
| ------ | ------ | --------------------------------- | -------- | ---------------- |
| WZ-551 | China  | Vehículo de combate de infantería | 4        | Donado por China |

## Elemento Aéreo

Redondel FDPNG

El Elemento Aéreo es la rama aérea de las FDPNG, que opera un pequeño número de aviones ligeros y helicópteros en apoyo de las operaciones del ejército. Al igual que las FDPNG en general, la Fuerza Aérea sufre una escasez crónica de equipos y una financiación insuficiente, pero probablemente incluso más que las otras dos ramas. El papel de la fuerza aérea es apoyar las operaciones del ejército con capacidades de transporte, reabastecimiento aéreo y evacuación médica. En el futuro también podrá utilizarse para reforzar la seguridad fronteriza y llevar a cabo misiones de vigilancia marítima.

### Organización actual
El Elemento Aéreo está mandado por la Teniente Coronel Nancy Wii. Está formado por el Ala de Transporte Aéreo y cuenta con un solo escuadrón, el Escuadrón de Transporte Aéreo, con una dotación de unos 100 efectivos, que tiene su base en el aeropuerto Jackson de Port Moresby. En los últimos años ha sufrido importantes problemas de mantenimiento. De hecho, no volvió a volar hasta 2005, por primera vez en cinco años, ya que la escasez de fondos obligó a inmovilizar la pequeña flota de aviones de transporte durante un largo periodo. En enero de 2006, ya estaban operativos un CN-235, un Arava y un UH-1H Iroquois, y en 2007 volvieron al servicio ejemplares de cada uno de estos tres tipos.
Una revisión de 2003 recomendó reducir los efectivos de la fuerza aérea a 65 personas, una cifra en la que la FDPNG está trabajando como parte de su actual programa de reestructuración. A finales de 2004, las fuerzas aéreas sufrían una grave escasez de pilotos, pero el reclutamiento en 2005 consiguió elevar la reserva de pilotos a 10 en enero de 2006. Tras varios años en los que no se impartió formación, los pilotos son enviados ahora a Singapur e Indonesia para recibir instrucción en simuladores. Sin embargo, dada su limitada actividad operativa y la falta de material de combate, se ha reflexionado poco sobre la doctrina táctica.
Desde 2012, el gobierno australiano ha facilitado el arrendamiento de dos helicópteros a Hevilift PNG para proporcionar una capacidad de ala rotatoria que en 2016 se prorrogó hasta 2019. En febrero de 2016, se firmó un contrato con la empresa neozelandesa Pacific Aerospace por cuatro aeronaves PAC P-750 XSTOL para búsqueda y rescate y vigilancia y dos aeronaves PAC CT/4 Airtrainer. En 2018 se entregó un PAC P-750 y en 2021, con la ayuda de la Real Fuerza Aérea Australiana, se restableció su aeronavegabilidad. En 2023, Australia donó dos nuevos PAC P-750 al Elemento Aéreo.

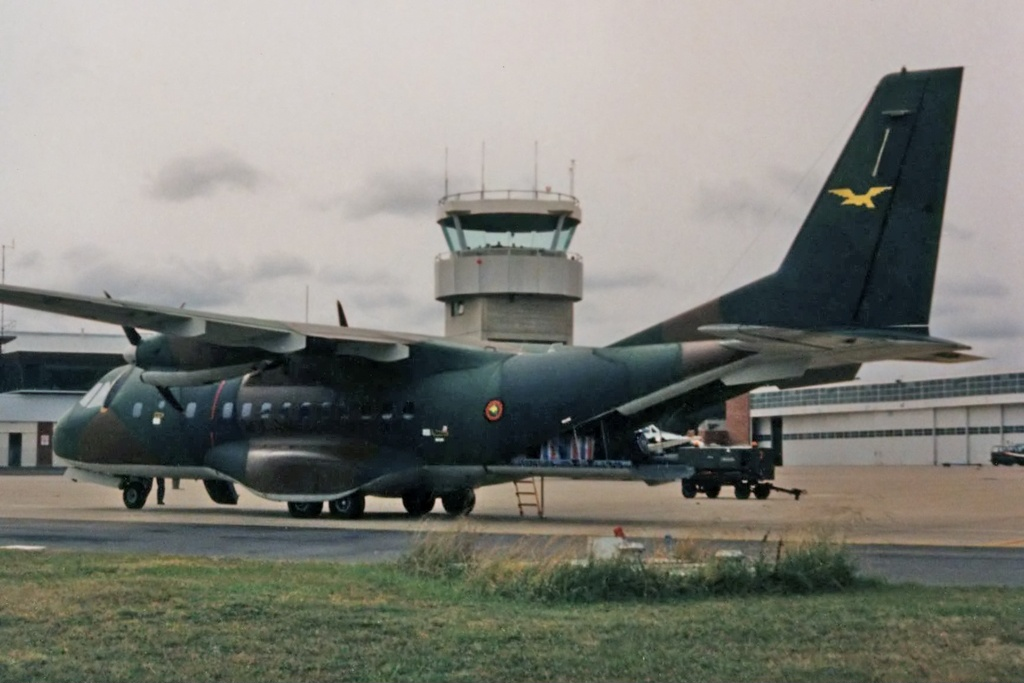
Un CN-235 de la FDNG en RAAF Fairbairn (Australia)

### Inventario actual
| Aviones      | Origen             | Tipo           | Variante   | En servicio | Notas                       |            |
| Transporte   | Transporte         | Transporte     | Transporte | Transporte  | Transporte                  | Transporte |
| ------------ | ------------------ | -------------- | ---------- | ----------- | --------------------------- | ---------- |
| PAC P-750    | Nueva Zelanda      | utilidad       |            | 3           |                             |            |
| CASA CN-235  | España / Indonesia | SAR / utilidad |            |             | 2 aviones fuera de servicio |            |
| Helicópteros |                    |                |            |             |                             |            |
| Bell 212     | Estados Unidos     | utilidad       |            | 2           | bajo contrato de alquiler   |            |

### Aviones retirados
Los anteriores aviones operados por Papúa Nueva Guinea eran el Douglas C-47, el GAF Nomad, el IAI-201 Arava y el helicóptero Bell UH-1 Huey. Los helicópteros UH-1H Iroquois y los aviones IAI Arava debían retirarse en 2016.

## Elemento Marítimo
El elemento marítimo es la rama naval de las FDPNG, siendo principalmente una fuerza de patrulla ligera y responsable únicamente de la defensa de las aguas locales. También sufre una escasez crónica de equipos y una financiación insuficiente. La marina tiene tres funciones principales: apoyo a las operaciones militares, protección de la ZEE y apoyo logístico pesado al ejército y la sociedad civil.

### Organización actual

Alférez naval

La armada está comandada por el comandante Sebastian Maru, cuenta con unos 200 efectivos y tiene su base en Puerto Moresby (HMPNGS Basilisk) y en la Isla Manus (HMPNGS Tarangau) y actualmente está compuesta por
- Cuatro patrulleras de la clase Guardian (suministradas por Australia)[60][61]

- Una lancha de desembarco clase Balikpapan (transferida de la Armada Real Australiana)[62]

- Una lancha de desembarco construida en Malasia (suministrada por Australia)[63]

Según Janes, la armada está muy infradotada de fondos y la tarea de patrullar una Zona Económica Exclusiva (ZEE) tan extensa es demasiado grande, por lo que dependen en gran medida de los informes diarios suministrados por la vigilancia por satélite estadounidense para obtener información sobre la presencia de barcos extranjeros. La principal preocupación es la pesca ilegal de atún por parte de buques japoneses. Australia sigue ayudando a la marina a patrullar sus aguas y en la formación de personal. Un oficial de la Marina Real Australiana ha sido destinado al Centro Nacional de Coordinación de Papúa Nueva Guinea y se realizan regularmente ejercicios conjuntos para revisar y reforzar la actual vigilancia de las fronteras marítimas. La Fuerza Fronteriza Australiana también participa en patrullas transfronterizas. Como norma, se utilizan la doctrina y los procedimientos australianos.
En noviembre de 2018, Australia donó a PNG la primera de las cuatro patrulleras clase Guardian construidas por Austal para reemplazar las cuatro patrulleras clase Pacific donadas a PNG a finales de la década de 1980 a través del Programa de Patrulleras del Pacífico. La primera embarcación de clase Guardian HMPNGS Ted Diro entró en servicio en febrero de 2019. En 2018, el primer barco de clase Pacífico fue dado de baja con los tres restantes dados de baja en 2021. En junio de 2022, Papúa Nueva Guinea puso en servicio el HMPNGS Cape Gloucester, una lancha de desembarco de construcción malasia donada a Papúa Nueva Guinea por Australia. Cape Gloucester sustituyó a dos lanchas de desembarco de la clase Balikpapan: HMPNGS Salamaua retirado del servicio en 2020 y HMPNGS Buna retirado del servicio en 2021. El HMPNGS Lakekamu, una lancha de desembarco de clase Balikpapan donada a Papúa Nueva Guinea por Australia en 2014, sigue en servicio como buque escuela, además de transportar equipos.
Australia está financiando una mejora de 175 millones de dólares australianos de la base naval de Lombrum, en la isla de Manus, cuya construcción comenzará a mediados de 2020.

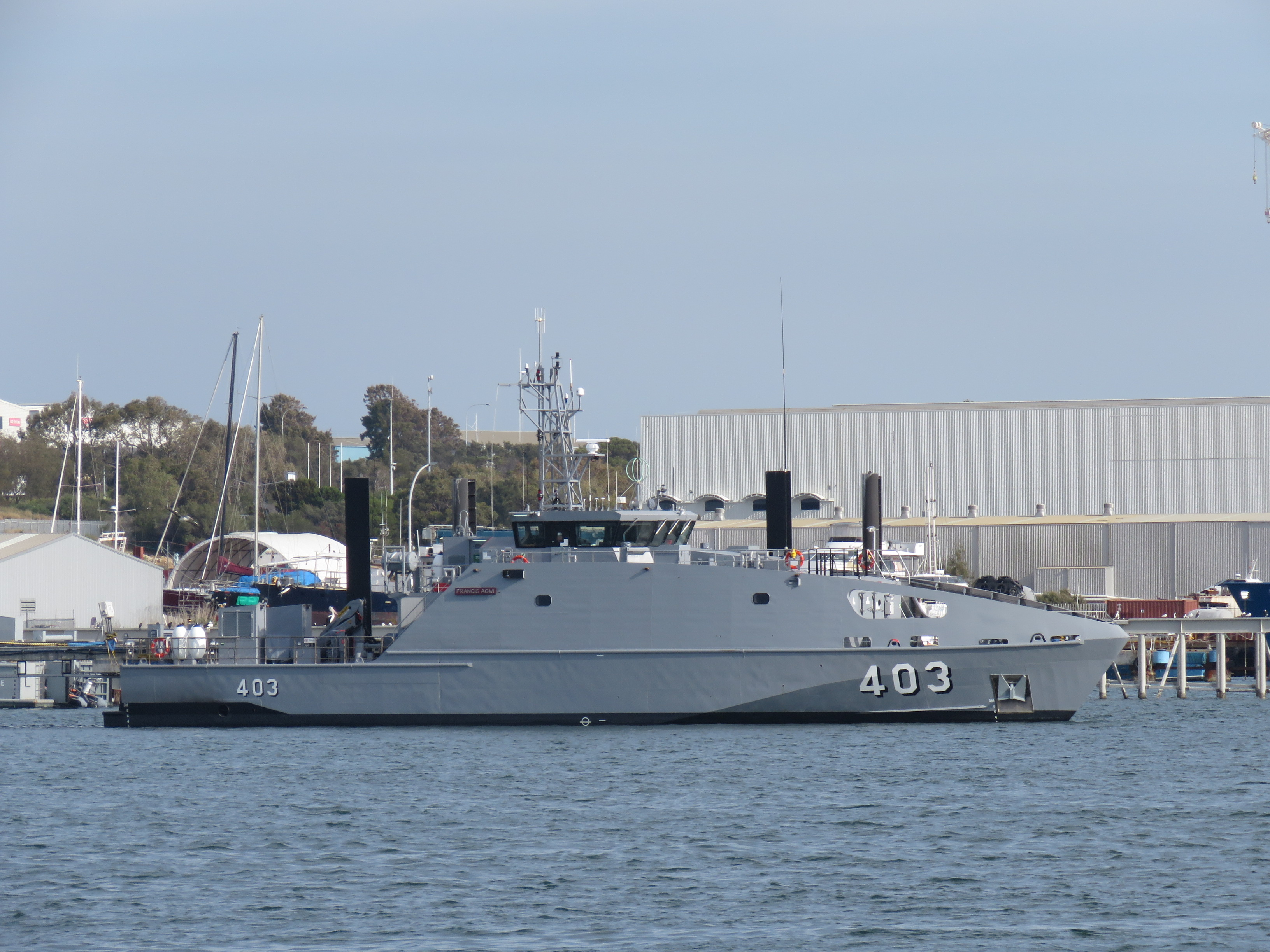
El HMPNGS Francis Agwi en los astilleros Austal en 2021

### Buques
| Vessel                       | Origin    | Type                        | Notes            |
| ---------------------------- | --------- | --------------------------- | ---------------- |
| HMPNGS Lakekamu              | Australia | Embarcaciones de desembarco | Clase Balikpapan |
| HMPNGS Cape Gloucester (L21) | Malasia   | Embarcaciones de desembarco |                  |
| HMPNGS Ted Diro (P401)       | Australia | Barco patrulla              | Clase Guardian   |
| HMPNGS Rochus Lokinap (P402) | Australia | Barco patrulla              | Clase Guardian   |
| HMPNGS Francis Agwi (P403)   | Australia | Barco patrulla              | Clase Guardian   |
| Nuship Gilbert Toropo (P404) | Australia | Barco patrulla              | Clase Guardian   |